# Nickelodeon (Film)
Nickelodeon ist eine US-amerikanische Filmkomödie von Peter Bogdanovich. Sie stammt aus dem Jahr 1976 und ist die dritte Zusammenarbeit von Hauptdarsteller Ryan O’Neal mit Bogdanovich. Tatum O’Neal spielte bei diesem Projekt zum zweiten Mal nach Paper Moon (1973) mit ihrem Vater unter Bogdanovichs Regie. In einer weiteren Hauptrolle ist Burt Reynolds zu sehen.
Der Film erzählt die Geschichte einer Gruppe junger Filmschaffender in den Anfangsjahren des Kinos und verfolgt die Entwicklung der Filmindustrie zwischen 1910 und 1915 auf ironische Weise. Im Mittelpunkt steht dabei die Produktion von Kurzfilmen, die man zum Zeitpunkt der Filmhandlung in sogenannten „Nickelodeons“ (in Deutschland auch „Ladenkinos“ oder „Kintopps“) sehen konnte, wovon sich der Filmtitel ableitet. Im Vertrieb der DDR wurde er in Klapperschlangen beißen nicht „eingedeutscht“.
Columbia Pictures finanzierten den Film und brachten ihn am 21. Dezember 1976 in die US-amerikanischen Kinos. In Deutschland lief er im Juni 1977 bei der Berlinale 1977 im Wettbewerb um den Goldenen Bären.

## Handlung
Chicago, 1910: In den Pionierjahren des Films wird der erfolglose Anwalt Leo Harrigan vom Produzenten H. H. Cobb als Autor für kurze Stummfilmszenen engagiert. Cobb führt in seiner Tätigkeit als unabhängiger Filmschaffender einen Kleinkrieg mit der Motion Picture Patents Company, welche die Verwendung von Filmkameras als ihr Monopol einfordert und regelmäßig Cobbs Filmprojekte sabotiert. Als einer von Cobbs Regisseuren ausfällt, wird Harrigan nach Cucamonga geschickt, um ihn zu ersetzen. Die Filmcrew nimmt ihn freundlich bei sich auf; Harrigan macht Bekanntschaft mit Kameramann Frank und der attraktiven Schauspielerin Marty. Gleich am ersten Drehtag kommt es zu Unruhen, als auf die Filmkamera geschossen wird. Der Schütze ist Tom Greenway, genannt „Buck“, der über Zufall von der Patentgesellschaft entdeckt wurde und von ihr beauftragt ist, die Filmaufnahmen zu verhindern. Nach einem Boxkampf mit Harrigan schließen die beiden Männer Freundschaft und Buck wechselt die Seiten. Er dreht als neuer Hauptdarsteller fortan an Martys Seite.
Ein Jahr später arbeitet das Team bereits routiniert zusammen und filmt vorwiegend komische Szenen mit Slapstick-Charakter, die noch nicht auf ausgearbeiteten Drehbüchern beruhen. Kathleen Cooke, die einige Zeit zuvor sowohl Harrigan als auch Buck flüchtig kennengelernt hatte, sorgt durch ein Missgeschick ungewollt für eine besonders gelungene romantische Filmaufnahme, in der sie und Buck mit einem Heißluftballon davonfliegen und schließlich auf einem Zug landen. Alice, das einzig minderjährige Ensemblemitglied, die regelmäßig die besten Vorschläge für den Handlungsverlauf der Kurzfilme liefert, erfindet eine an Romeo und Julia angelehnte Storyline, damit die Zufallsszene im neuen Film verwendet werden kann.
Harrigan entwickelt eine gewisse Eifersucht auf Buck, der wie er Kathleen verehrt und sie schließlich heiratet. Trotzdem bleibt die familiäre Konstellation der Filmschaffenden zunächst bestehen. Als sie am Weihnachtsabend 1913 gemeinsam ein Ladenkino in Los Angeles besuchen, erleben sie eine böse Überraschung: Cobb hat die von ihnen für völlig unterschiedliche Filme gedrehten Szenen in willkürlicher Reihenfolge neu zusammengeschnitten, um mit dieser Auswahl besonders komischer Teile mehr Publikum anzulocken. Als Harrigan sich im Namen seiner Mitarbeiter bei Cobb beschwert und eine Art Urheberrecht für seine Werke einklagen will, wird die ganze Gruppe kurzerhand entlassen. Marty ist jedoch bereit, auch weiterhin unter den alten Bedingungen zu arbeiten und verlässt ihre Kollegen, um zu Cobb zurückzukehren.
Die anderen Künstler bleiben nicht lange arbeitslos, denn sie werden von Atlantic Pictures unter Vertrag genommen und ziehen nach Hollywood. Dort drehen sie in den nächsten Monaten die ersten Studiofilme, sind mit den neuartigen Arbeitsbedingungen allerdings unzufrieden. Harrigan kann nicht mit Filmskripts umgehen, verfällt zunehmend dem Alkohol und wird mitsamt seiner Kumpanen erneut entlassen. Das will sich die Gruppe nicht gefallen lassen und bricht nachts in das Studiogelände ein. Durch geschickte Zusammenarbeit gelingt es ihnen, genug Ausrüstung zu stehlen, um in Zukunft wieder unabhängig eigene Filme drehen zu können.
Neue Konflikte treten auf, als sich Buck von Harrigan ausgenutzt fühlt. Immer wieder wird er bei Dreharbeiten in gefährliche Situationen gebracht oder der Lächerlichkeit preisgegeben. Erzürnt verlässt er die langjährigen Kollegen und Freunde, auch Kathleen. Als er nachts reumütig zu seiner Frau zurückkehrt, trifft er Harrigan bei ihr an und glaubt, von beiden betrogen worden zu sein. Kathleen, die nicht in Harrigan verliebt ist, söhnt sich mit Buck aus. Die Kollegen gehen auseinander. Das Ehepaar Greenway bleibt mit Frank befreundet; Alice beschließt, an Harrigans Seite zu bleiben und macht diesem Mut, als er nach einem Sabotageakt der Patentgesellschaft all seinen Besitz verloren hat.
1915 treffen die einstigen Gruppenmitglieder bei der Uraufführung von D. W. Griffiths Film Die Geburt einer Nation wieder aufeinander. Unerwartet erscheint dort auch Cobb, inzwischen mit Marty verheiratet, und nimmt die ehemaligen Kollegen nochmals gemeinsam unter Vertrag. Sie sollen für ihn einen Kriegsfilm drehen, um zu beweisen, dass die unabhängige Filmproduktion gegen die Studioindustrie noch nicht verloren hat. Cobb sieht außerdem im sich schnell entwickelnden Medium Film eine neue internationale Verständigungsmöglichkeit voraus und beginnt, Filmkunst als solche gedanklich dem kommerziellen Aspekt überzuordnen. Er wird seine Angestellten in Zukunft besser bezahlen.
Insbesondere Harrigan und Buck sind sich unsicher, ob sie nochmals zusammenarbeiten wollen. Harrigan glaubt, dass Die Geburt einer Nation ohnehin von keinem anderen Film mehr übertroffen werden kann, und Buck fühlt sich für die Filmprojekte der Zukunft zu alt. Alice beendet das pessimistische Gespräch abrupt und die Gruppe fährt gemeinsam im Automobil davon.

## Hintergrund

### Besetzung
Cybill Shepherd berichtet in ihrer Autobiografie, dass sie die Rolle der Kathleen Cooke abgelehnt habe, bevor Jane Hitchcock den Zuschlag erhielt. Für Hitchcock bedeutete der Film jedoch nicht den Durchbruch; neben Nickelodeon ist nur ein einziger Fernsehfilm bekannt, in dem sie erneut als Schauspielerin auftrat. Burt Reynolds drehte mit Bogdanovich bereits das zweite Mal nach At Long Last Love aus dem Vorjahr. In einer Nebenrolle wurde Harry Carey junior als Dobie (sein Spitzname im echten Leben) besetzt, dessen Vater Harry Carey senior einer der führenden Stars des Stummfilm-Westerns war.

### Stil
Peter Bogdanovich hatte sich seinerzeit von seinem Freund Orson Welles überzeugen lassen, Paper Moon in Schwarzweiß zu drehen, nicht zuletzt in Anlehnung an die frühe Filmära, worin die Filmhandlung angesetzt ist. Sein Versuch, dieses Stilmittel auch bei Nickelodeon einzusetzen, fand bei den Filmproduzenten jedoch keine Zustimmung. Erst 2009 konnte Bogdanovich für die amerikanische DVD-Veröffentlichung eine schwarzweiße Version als Director’s Cut erstellen.
Nickelodeon ist in seiner Machart deutlich als Hommage an die Stummfilmzeit gedacht. So wird die Geschichte regelmäßig durch Zwischentitel unterbrochen, wodurch auch der Eindruck eines Filmspulenwechsels entsteht. Einzelne Episoden enden mit dem klassischen Schließen der Irisblende. In der Erzählführung ist nicht zwangsläufig ein dramatischer Höhepunkt feststellbar; vielmehr setzt sich die Handlung größtenteils aus aneinander gereihten Gags zusammen. Die Bemühung, beim Publikum mit vorwiegend Slapstick für Lacher zu sorgen, ist bei Harrigan und besonders Cobb ebenfalls ein zentrales Filmelement. Ferner dient ein Klavier als einzige musikalische Untermalung (neben gelegentlicher Mundharmonika) des Films, ebenso wie Stummfilme in den ersten Jahren live von Klavierspielern begleitet wurden. In manchen Passagen sind sogar kurze „Sprünge“ auffällig, um mit der schneller laufenden Bildspur wieder synchron zu sein.

## Rezeption

### Finanzieller Erfolg
Trotz prominenter Hauptdarsteller konnte Peter Bogdanovich mit Nickelodeon nicht an frühere Erfolge anknüpfen. Nach der wenig erfolgreichen Verfilmung von Daisy Miller aus dem Jahr 1974 und seinem größten Misserfolg At Long Last Love, der 20th Century Fox 1975 einen Verlust von etwa viereinhalb Millionen US-Dollar bescherte, wurde der Film sein dritter Flop in Folge und sorgte vorerst für ein Ende der Bogdanovich-Ära.

### Kritiken
Das Lexikon des internationalen Films bezeichnet Nickelodeon als „unterhaltsamen Spaß“, kritisiert dabei aber, dass die Komödie „trotz Einfallsreichtum und guter darstellerischer Leistungen“ ihren angestrebten Witz wegen „stilistischer Unsicherheit“ nicht erreiche.
In der New York Times bemängelte Richard Eder seinerzeit, dass zu viele Slapstick-Elemente des Films offensichtliche Anspielungen auf Klassiker des Genres seien und diese Erkenntnis den Impuls zu lachen unterdrücke.
Roger Ebert kam zu dem Schluss, dass Nickelodeon zwar „wie Uhrwerk“ funktioniere, sich jedoch nach nichts anfühle. Weder die Lacher noch die Darsteller könnten wirklich überzeugen.